# Randleman
Randleman é uma cidade localizada no estado norte-americano de Carolina do Norte, no Condado de Randolph.

## Demografia
Segundo o censo norte-americano de 2000, a sua população era de 3557 habitantes.
Em 2006, foi estimada uma população de 3690, um aumento de 133 (3.7%).

## Geografia
De acordo com o United States Census Bureau tem uma área de
9,3 km², dos quais 9,2 km² cobertos por terra e 0,1 km² cobertos por água. Randleman localiza-se a aproximadamente 241 m acima do nível do mar.

## Localidades na vizinhança
O diagrama seguinte representa as localidades num raio de 20 km ao redor de Randleman.